# Кох, Рихард
Рихард Кох (нем. Richard Koch, в СССР Рихард Фридрихович Кох; 3 сентября 1882, Франкфурт-на-Майне — 1949, Ессентуки) — немецкий и советский медик еврейского происхождения, историк медицины.

## Биография
В 1906 году Рихард Кох отслужил год добровольцем в армии в Карлсруэ. В 1908 году окончил Лейпцигский университет, специализировался в неврологии и терапии. В 1910—1911 годах работал ассистентом доктора Людольфа фон Креля в Гейдельберге. Позднее практиковал терапевтом во Франкфурте-на-Майне, в 1917 году был приглашён преподавать историю медицины в местном университете. В 1920 году получил приват-доцента, в 1926 году — экстраординарного профессора. В 1927 году по инициативе Рихарда Коха был основан семинар по истории медицины на медицинском факультете Франкфуртского университета. Кох также работал в Доме еврейского просвещения, основанном в 1920 году его другом Францем Розенцвейгом.
В 1935 году Институт истории медицины Коха был закрыт по требованию национал-социалистов. Спустя год Рихард Кох бежал из Германии в Бельгию, затем с семьёй переехал в СССР. В 1936—1949 годах работал врачом в Ессентуках, куда перевёз своё медицинское оборудование и библиотеку. Занимался исследованиями еврейской культуры, изучал иврит, переводил псалмы и писал о Агаде. В 1942 году участвовал в эвакуации военного госпиталя в Цхалтубо. По возвращении из Грузии Кох обнаружил, что его личная коллекция книг была разграблена. В 1944 году Кох передал часть книг из своей библиотеки Кисловодскому институту медицины. В 1945 году эта коллекция, насчитывающая около 2600 томов литературы по медицине, биологии, философии и истории на нескольких языках, была перевезена в Кишинёв и в настоящее время хранится в фондах научной медицинской библиотеки Кишинёвского государственного университета медицины и фармации имени Николая Тестемицану.
Рихард Кох был женат, отец пятерых детей: четырёх дочерей и одного сына. В 2004 году была издана неоконченная автобиография Рихарда Коха под названием «Время до вашего времени. Автобиографические записки». Похоронен на центральном кладбище в Ессентуках.

## Публикации
- Die ärztliche Diagnose — Beitrag zur Kenntnis des ärztlichen Denkens. Bergmann, Wiesbaden 1917
- Zeit vor Eurer Zeit. Autobiographische Aufzeichnungen. Hrsg. von Frank Töpfer und Urban Wiesing. (Reihe Medizin und Philosophie; 8). Frommann-Holzboog, Stuttgart 2004, ISBN 3772822266
- Das Gebet. In: Kalonymos. Beiträge zur deutsch-jüdischen Geschichte aus dem Salomon Ludwig Steinheim-Institut, Duisburg, H. 2 / 2004, S. 4-6 ()
- Brief an Henry E. Sigerist vom 30.7.1945. Hrsg. von Frank Töpfer und Urban Wiesing. Universität Tübingen, Tübingen 2005 ()